# Природоохоронні території Киргизстану

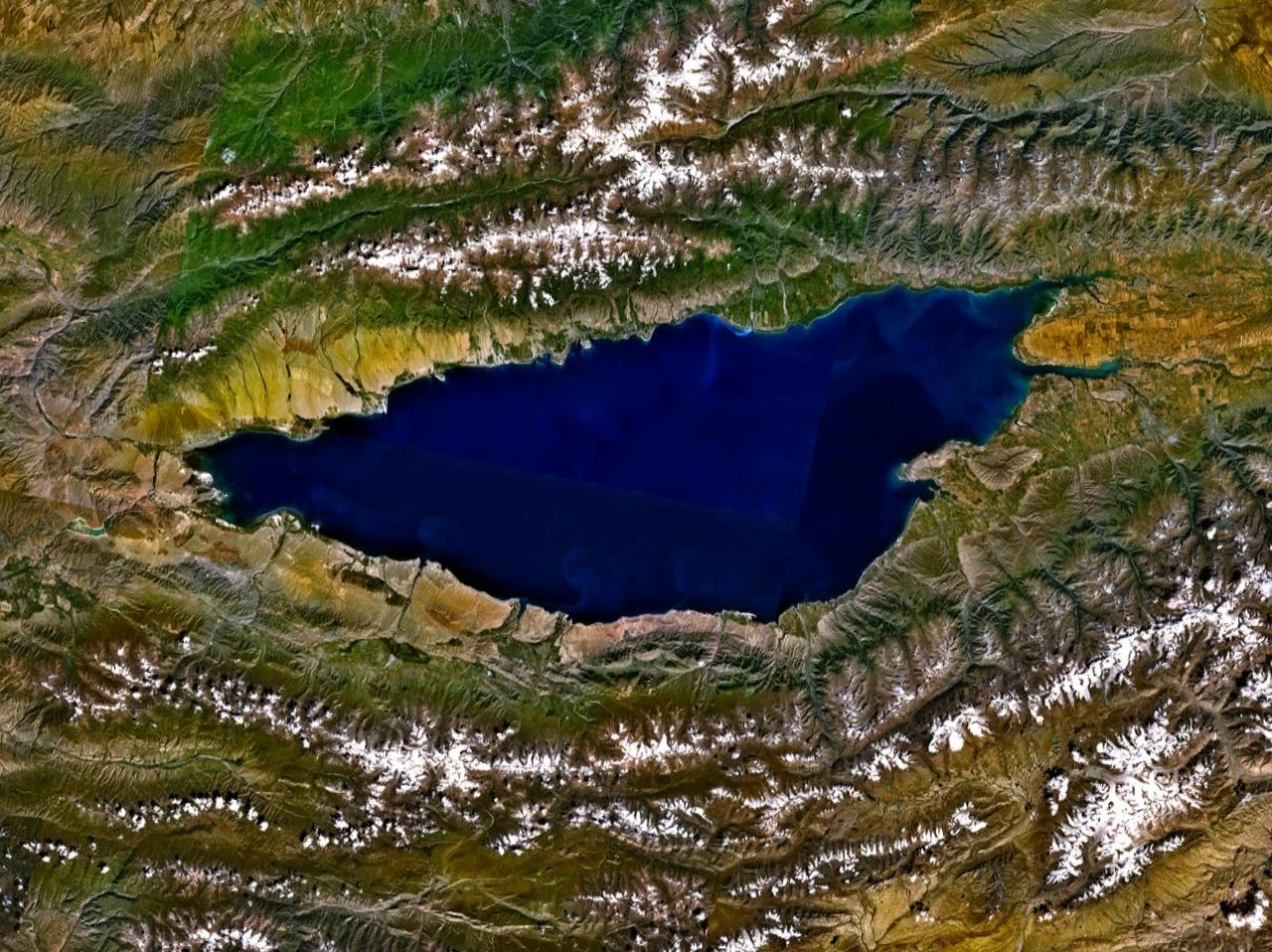
Вид з космосу на озеро Іссик-Куль

Природоохоронні території Киргизстану (Особливо охоронювані природні території) — ділянки територій і / або акваторій, що мають пріоритетне природоохоронне, наукове, культурне, естетичне й історичне значення, є загальнонаціональним надбанням, повністю або частково, постійно або тимчасово вилучені з господарської діяльності, для яких встановлюється особливий режим охорони і використання. До особливо охоронюваних природних територій належать природні і/або штучно створені природні комплекси та об'єкти природи. Особливо охоронювані природні території є основою збереження, відтворення та відновлення природних екосистем, які є регулятором стійкості навколишнього середовища. З метою забезпечення належного режиму охорони особливо охоронюваних природних територій в них встановлюються зони: основні або заповідні (зона ядра), буферні, охоронні та інші. Особливо охоронювані природні території можуть використовуватися для розвитку екологічного туризму.

## Категорії особливо охоронюваних природних територій
Особливо охоронювані природні території в залежності від їх цільового призначення та режиму охорони природних ресурсів та об'єктів поділяються на такі категорії, які відповідають міжнародним стандартам і класифікацій, прийнятим Міжнародним союзом охорони природи:
- державні природні заповідники;
- державні природні парки;
- державні заказники;
- державні пам'ятки природи;
- державні ботанічні сади, дендрологічні і зоологічні парки;
- біосферні території і / або резервати;
- транскордонні особливо охоронювані природні території.

## Загальна характеристика
Природоохоронні території Киргизстану мають загальну площу 1 476 121,6 гектара або 7,38 % від всієї площі країни. Станом на 2015 рік вони складалися з 10 державних заповідників, 13 державних природних парків, 8 лісових, 23 ботанічних, 19 геологічних, 2 комплексних і 12 мисливських (зоологічних), 19 геологічних заказників. Крім цього, у 1998 році була створена Біосферна територія «Исик-Кель», яка за чинним законодавством прирівнюється до статусу охоронюваних природних територій на національному рівні з особливим режимом охорони.

## Мережа особливо охоронюваних природних територій Киргизстану

### Державні заповідники Киргизької Республіки
Станом на 2017 рік в списку державних заповідників Киргизькій Республіці налічувалося 10 державних заповідників загальною площею 509 952,7 га.
1) Іссик-Кульский заповідник — утворений в 1948 році з метою збереження водно-болотних і орнітологічних комплексів озера Іссик-Куль. Територія заповідника складається з 12 розрізнених ділянок загальною площею 18 999,0 га. Заповідник з озером Іссик-Куль внесений до Рамсарського списку. Охорона птахів і природних екосистем водно-болотних угідь узбережжя озера Іссик-Куль є основним завданням Іссик-Кульського заповідника.
2) Сари-Челецький біосферний заповідник — утворений в 1959 році. Площа 23 868,0 га. Природний комплекс складається з горіхово-плодових і ялинових лісів, гірських степів і луків, а також комплексу з семи високогірних озер, включно з озерои Сари-Челек. З 1979 року рішенням ЮНЕСКО заповідник був включений до міжнародної мережі біосферних резерватів.
3) Беш-Аральський заповідник — утворений у 1979 році в Чаткальскій долині. Площа — 112 463,3 га. Тут охороняються екосистеми високогірних лугів, природні комплекси Чаткальскої долини і частини заплави річки Чаткал. Крім того тут відбувається охорона місць проживання ендеміка Західного Тянь-Шаню — бабака Мензбира, занесеного до Червоного списку Міжнародного союзу охорони природи.
4) Наринський заповідник — утворений в 1983 році. Площа — 36 969,0 га. Територія заповідника єдине місце в республіці, де охороняється популяція Семиріченського благородного оленя (тянь-шанський підвид).
5) Каратал-Жапирицький заповідник — утворений у 1994 році в Наринській області Площа — 36 392,6 га. Заповідник складається з двох невеликих заповідних ділянок:
1) Каратал-Жапирицька, де охороняються заплавні смерекові ліси, високогірні луки та інші екосистеми, характерні для Внутрішнього Тянь-Шаню;
2) Озеро Сон-Куль — найбільша прісноводна природна водойма республіки. Є місцем гніздування гірської гуски — виду, занесеного до Червоної книги Киргизстану.
6) Саричат-Ертаський заповідник — утворений в 1995 році. Площа — 149 117,9 га. Розташований у верхів'ях річки Уч-Кель в Жети-Огузьких сиртах. Основним завданням заповідника є охорона екосистем високогірних плат і сиртів Внутрішнього Тянь-Шаню. Район заповідника є єдиним місцем в республіці, де достовірно відомо проживання дикої кішки-манула, занесеної до Червоного списку Міжнародного союзу охорони природи.
7) Падишатинський заповідник — утворений в 2003 році. Площа — 30 556,4 га. Розташований в регіоні Західного Тянь-Шаню. Заповідник створено для збереження природних арчових лісів і ендеміка республіки — ялиці Семенова, а також біорізноманіття в цілому. На території заповідника розташована святиня — мазар «Падиша-Ата».
8) Кулунатинський заповідник — утворений в 2004 році. Площа — 27 434,0 га. Розташований в Кара-Кульджинському районі Ошської області. На території заповідника розташовано високогірне озеро Кулун. Ландшафт заповідника гірський. Тут нараховуються близько 600 видів корисної дикоростучої флори.
9) Сурматаський заповідник — утворений в 2009 році. Площа — 66 194,4 га. Розташований в Кадамжайскому районі Баткенської області.
10) Дашманський заповідник — утворений в 2012 році. Площа — 7 958,1 га. Розташований в Базар-Коргонському районі Джалал-Абадської області. Заповідник створено для збереження унікальних реліктових горіхово-плодових лісів.
На 40-й сесії Комітету Всесвітньої Спадщини ЮНЕСКО (Стамбул 2016), державні природні заповідники Беш-Аральський, Падишатинський і Сари-Челецький державний біосферний заповідник були включені в список ЮНЕСКО за номінацією природної спадщини ЮНЕСКО.

### Державні природні парки Киргизької Республіки
Станом на 2017 рік в списку державних природних парків Киргизькій Республіці налічувалося 13 державних природних парків загальною площею 724 670,2 га.
1) Ала-Арча — утворений в 1976 році. Площа — 16 484,5 га.
2) Киргиз-Ата — утворений в 1992 році. Площа — 11 172,0 га.
3) Кара-Шоро — утворений в 1996 році. Площа — 14 440,2 га.
4) Беш-Таш — утворений в 1996 році. Площа — 13 731,5 га.
5) Чоң-Кемінь — утворений в 1997 році. Площа — 12 3654,0 га.
6) Каракол — утворений в 1997 році. Площа — 38 095,3 га.
7) Салкин-Төр — утворений в 2001 році. Площа — 10 419,0 га.
8) Саймалуу-Таш — утворений в 2001 році. Площа — 32 007,2 га.
9) Саркент — утворений в 2009 році. Площа — 39 999,4 га.
10) Кара-Буура — утворений в 2013 році. Площа — 61 543,9 га.
11) Кан-Ачуу — утворений в 2015 році. Площа — 30 496,5 га.
12) Алатай — утворений в 2016 році. Площа — 56 826,4 га.
13) Хан-Тенір — утворений в 2016 році. Площа — 275 800,3 га.

### Біосферна територія
У 1998 році утворена Біосферна територія «Исик-Кель» на площі 4 314,4 тис. га (адміністративна територія Іссик-Кульської області), яка за чинним законодавством прирівнюється до статусу охоронюваних природних територій на національному рівні з особливим режимом охорони. З 2001 року рішенням ЮНЕСКО біосферна територія «Исик-Кель» була включена до Всесвітньої мережі біосферних резерватів.

### Державні заказники Киргизької Республіки
Станом на 2017 рік в списку державних заказників Киргизькій Республіці налічувалося 64 державних заказники загальною площею 241 498,7 га.

## Законодавство Республіки Киргизстан про особливо охоронювані природні території
- Про особливо охоронювані природні території
- Про охорону навколишнього середовища
- Про експертизу
- Про біосферні території
- Про тваринний світ